# Zemský okres Euskirchen
Zemský okres Euskirchen (německy Kreis Euskirchen) je zemský okres v německé spolkové zemi Severní Porýní-Vestfálsko, ve vládním obvodu Kolín nad Rýnem (Köln). Sídlem správy zemského okresu je město Euskirchen. V roce 2014 zde žilo 188 158 obyvatel. Zemský okres sousedí s Belgií.

## Města a obce
| Města: 1. Bad Münstereifel 2. Euskirchen 3. Mechernich 4. Schleiden 5. Zülpich | Obce: 1. Blankenheim 2. Dahlem 3. Hellenthal 4. Kall 5. Nettersheim 6. Weilerswist |